# Christoph von Ehem

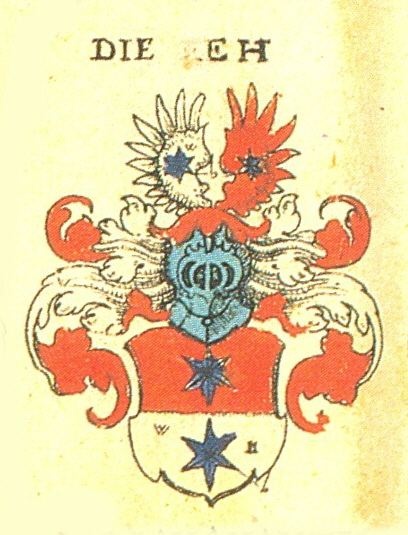
Wappen der Ehem im Siebmacher

Christoph von Ehem (* 24. März 1528 in Augsburg; † 1. Juni 1592 in Heidelberg) war ein deutscher Jurist, Hochschullehrer und kurpfälzischer Kanzler. Er bestimmte die kurpfälzische Politik seiner Zeit wesentlich mit und gehörte zu dem Personenkreis, der den Übergang der Kurpfalz vom lutherischen zum reformierten Protestantismus vorantrieb.

## Leben

### Familie
Christoph von Ehem stammte aus der Augsburger Patrizierfamilie Ehem, sein Vater war der Kaufherr Christoph von Ehem († 1537), seine Mutter Anna († 1535) war eine Tochter des Augsburger Bürgermeisters Ulrich Rehlinger († 1547). Zwei Brüder von ihm sind bekannt, Thomas und Siegmund, letzterer fand als Stallmeister und späterer Schultheiß in Heidelberg Erwähnung. Christoph von Ehem heiratete zunächst 1552 Maria (1533–1571), Tochter des Augsburger Apothekers Christoph Wirsung. Nachdem diese 1571 verstorben war, ehelichte er im gleichen Jahr die Kaufmannstochter Susanna, geb. Katzer/Kötzer (1547–1594). Er hatte 21 Kinder, davon zwei Söhne, einer von ihnen war Siegmund von Ehem, kurpfälzischer Oberamtmann zu Böckelheim. Mit Christoph Ehems Enkel, dem französischen Generalleutnant Johann Bernhard Ehem (1587–1657), endete die Stammlinie.

### Studium und Lehre in Tübingen und Heidelberg
Ehem studierte Philosophie, Rechtswissenschaften und Medizin in Antwerpen, Straßburg und Padua. Während des Studiums erlernte er die französische Sprache und wurde erstmals mit der Protestantenverfolgung in Westeuropa konfrontiert, welche er in Briefen ein Leben lang beklagte. Im September 1552 ließ er sich an der Universität Tübingen immatrikulieren und lehrte dort von 1553 bis 1554 als Professor für Logik an der Artistenfakultät. Am 6. Mai 1554 wurde er in Padua zum Doktor beider Rechte promoviert. 1956 veröffentlichte er sein Hauptwerk De principiis juris libri septem, welches seine einzige umfangreiche wissenschaftliche Veröffentlichung blieb. In der Kurfürst Ottheinrich gewidmeten Schrift strebte er die Entwicklung einer juristischen Argumentationslehre an, die auf methodischer Ordnung (analog Galenos) und rationalen Begründungen basiert, wobei unter anderem die Erkenntnisse der Philosophen Aristoteles, Platon und Cicero einflossen.
Im September 1556 berief Kurfürst Ottheinrich Ehem als Nachfolger von Johann Mylaeus auf die Lektur für Institutionen der juristischen Fakultät der Universität Heidelberg, welche zu diesem Zeitpunkt nur vertretungsweise wahrgenommen wurde. 1558 verzichtete Ehem auf diesen Lehrstuhl, da seine anderen Tätigkeiten für den Pfalzgrafen zu umfangreich geworden waren. Kurzzeitig übernahm er stattdessen wohl die Professur für Digesten, die vorher Johann Empfinger innegehabt hatte, zumindest wurde er von der Universität für diese Position vorgeschlagen. Seit Anfang 1560 wird er nicht mehr unter den Professoren der juristischen Fakultät Heidelbergs genannt.

### Aktivitäten in der kurpfälzischen Innen-, Außen- und Kirchenpolitik
Bereits unter Ottheinrich gehörte Ehem dem Kurfürstlichen Rat (1556 bis 1559) und dem Kirchenrat an. Er war Mitglied des Ehegerichts und entwarf um 1557 eine Ehegerichtsordnung. Im Zuge der Heidelberger Universitätsreform 1558, die auf Befehl des Lutheraners Ottheinrich durchgeführt wurde und eine humanistisch ausgerichtete und durch die Reformation bestimmte Hochschule zum Ziel hatte, war er wesentlich an der Ausarbeitung der neuen Statuten beteiligt. Zusammen mit dem ehemaligen Kanzler Christoph Prob und unter Beratung durch Philipp Melanchthon sorgte er für eine Umgestaltung Heidelbergs in eine „lutherische Landesuniversität“.
Unter dem calvinistischen Kurfürsten Friedrich III. erreichte Ehems Einfluss, der vorher unter anderem durch die Macht des amtierenden Kanzlers Erasmus von Minckwitz († 1562) einschränkt gewesen war, seinen Höhepunkt. Ab 1561 gehörte er wieder dem kurfürstlichen Rat an und wurde Protonotar im Oberrat. 1564 entwarf er eine neue Kirchenratsordnung. Inhaltlich schloss sich Ehem vollständig dem Streben von Friedrich III. nach kirchlichen Neuerungen an. Er gilt als „Hauptinitiator der offiziellen Calvinisierung der Pfalz“. In der Diskussion der Reformierten über die Kirchenzucht vertrat er die strikt calvinistische Richtung. Als pfälzischer Gesandter nahm er an Reichstagen (1559, 1566, 1567) und ständischen Versammlungen teil. Er förderte die Beziehungen zwischen der Pfalz und dem Kurfürstentum Sachsen, geriet jedoch nach dem dortigen Sturz der „Kryptocalvinisten“ bei dem sächsischen Kurfürsten August in Ungnade. Allgemein kam es zu einer zunehmenden Entfremdung der Kurpfalz von den lutherischen Mächten, was dem Ziel einer protestantischen Union entgegensprach. Außenpolitisch setzte Ehem sich für die Solidarität des deutschen und außerdeutschen Protestantismus ein und war ein Mitgründer der pfälzischen Unionspolitik, welche darauf abzielte, den katholisch-habsburgischen Kräften eine Allianz der protestantischen Mächte des deutschen Reichs und Westeuropas entgegenzusetzen. Das Papsttum, das seiner Ansicht nach mit Aberglaube, Autoritätshörigkeit, Verderben der wahren Religion und Bedrohung humanistischer Werte verbunden war, lehnte er strikt ab. Gegen das Haus Habsburg förderte er eine absolute Opposition. So setzte er sich bei einem Polenaufenthalt mit anderen Gesandten, bei dem es eigentlich um eine Befürwortung der Wahl von Erzherzog Ernst zum Kaiser ging, stattdessen insgeheim für Heinrich von Anjou ein.
1562, sowie ab 1574 war Ehem kurpfälzischer Kanzler (Vorsitzender des Kurfürstlichen Rats), bis er im April 1577 unter dem Kurfürsten Ludwig VI. (Lutheraner) des Kanzleramtes enthoben und vorübergehend unter Hausarrest gestellt wurde. Ehem wurde verdächtigt, das kurfürstliche Testament im Sinne des zweitältesten Sohns Friedrich des III., Johann Kasimir (Calvinist), geändert zu haben. Als sich die beiden Brüder im Jahr darauf versöhnten, kam er wieder frei und trat in die Dienste des Pfalzgrafen und späteren Kuradministratoren Johann Kasimir. Er hielt sich nun in Kaiserslautern und Neustadt auf. 1582 verkaufte er das Haus mit Garten in Heidelberg, das ihm Friedrich der III. zwanzig Jahre zuvor geschenkt hatte.
Unter Johann Kasimir war Ehem von 1578 bis 1584 erneut kurpfälzischer Kanzler und ab 1584 Rat. Auf dem Augsburger Reichstag 1582 trat er als Johann Kasimirs Hauptvertreter auf und sammelte die protestantische Opposition im Fürstenrat um sich. Im Jahr darauf setzte er sich für den zum Protestantismus übergetretenen Gebhard I. von Waldburg ein und engagierte sich für die Wiedereinführung des Calvinismus in der Kurpfalz. Jedoch nahm zu dieser Zeit sein Einfluss ab, zugunsten des Diplomaten und Truppenführers Peter Beutterich (1538–1587). Ehem kehrte wieder nach Heidelberg zurück, 1588 wohnte er im „Obern Kaltenthal“ am Schloßberg. Unter Kurfürst Friedrich IV. war er ab Januar 1592 kurfürstlicher Geheimer Rat im Oberrätekollegium und verblieb bis zu seinem Tode im gleichen Jahr in diesem Amt.
Ehem starb 1592 im Alter von 64 Jahren während der Hochzeitsfeier seines Sohnes in Heidelberg. Er wurde in der Peterskirche neben seiner ersten Ehefrau und zwei Schwagern beigesetzt.

## Schriften
- De principiis juris libri septem, Basel 1556 (Google-Books).
  - (Nachdruck). Wilhelm Antonius, Hanau 1608 (Google-Books)